# Château de Montfort (Limbourg)
Pour les articles homonymes, voir Château de Montfort.
Le château de Montfort (en néerl. Kasteel Montfort également connu sous le nom de D'n Tómp ou De Grauwert) est situé juste à l'extérieur du centre de Montfort. Le terme « Grauwert » fait référence à une tour en particulier, mais le nom est utilisé par tradition pour l'ensemble du château sans précision sur le début du moment de cette appellation.
Le château de Montfort a été construit vers 1260, sur ordre d'Henri de Gueldre, qui s'est également appelé plus tard « Seigneur de Montfort ». Après des phases de rénovations, de sièges, d'incendies mais aussi de démolition, le château est tombé petit à petit en ruine, dont les vestiges restent toujours impressionnants.
Depuis 1961, le château appartient à la Stichting Kasteel Montfort. Un pavillon de chasse octogonal en briques a été construit vers 1850 sur l'un des vestiges de l'enceinte, aujourd'hui restaurée dans son état d'origine.

## Description
Les dimensions du château de Montfort se positionnent sur un périmètre de 50 par 50 mètres. Le château est considéré comme l'un des types de châteaux les plus avancés - le plan au sol n'est pas carré mais polygonal. Le mur d'enceinte qui l'entoure contient des plis d'un point de vue défensif, et une tour (la Grauwert) a une forme très différente : l'arrière est rond et le devant a une avancée pointue. Cette « tour à bec » est située à droite de l'entrée d'origine du château et était donc destinée à dévier les projectiles. Cela en fait un exemple unique au Benelux.

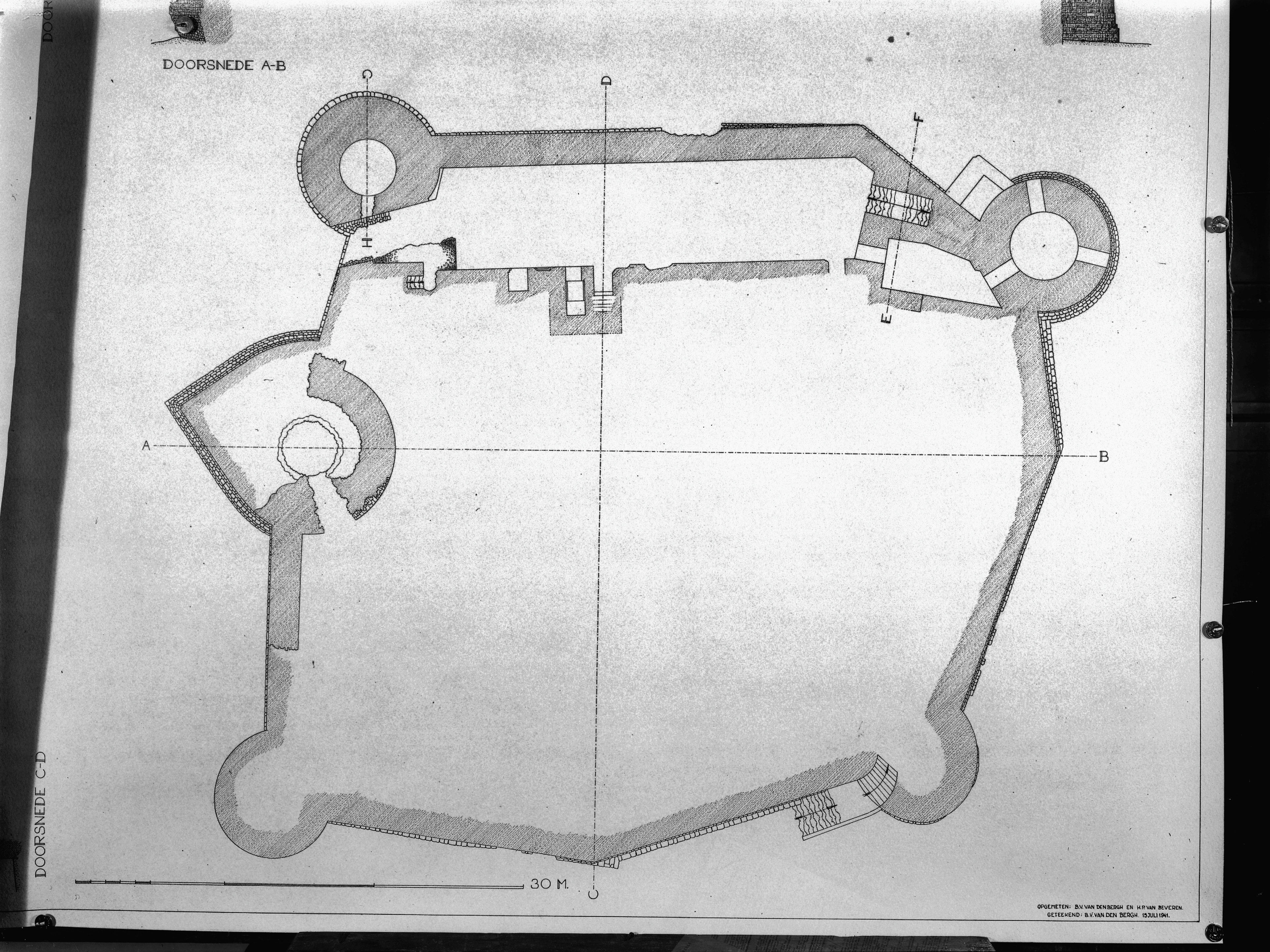
Plan du château.

## Histoire

### Henri de Gueldre, Seigneur de Montfort (1259–1284)
Henri de Gueldre reçut la terre de Linne et ses environs de son frère Otton II de Gueldre vers 1259. Vers 1260, Henri de Gueldre fit construire un château à un endroit stratégique, dans la vallée fluviale sur une colline naturelle entre les eaux.
Il existait déjà peut-être une structure existante sur cette colline qui a été démolie ou agrandie. La pierre naturelle était principalement utilisée pour la construction. Une partie de ce matériau peut provenir d'une tour de défense démolie près du pont sur la Meuse de Maastricht (nl) (voir : Siège de Maastricht (1267)). La construction de ce château fut achevée vers 1267. Le château reçut le nom de « Montfort », et peu à peu le village voisin reçut également ce nom. Le nom « Montfort » était un nom populaire à l'époque.
En plus d'être seigneur de Montfort, Henri de Gueldre fut également prince-évêque de Liège dans la période 1247-1274. Il a été destitué par le pape Grégoire X pour son comportement indigne. Henri parcourait régulièrement le pays liégeois avec une troupe de pilleurs. En conséquence, Henri a été déclaré « hors-la-loi », ce qui a conduit à la conclusion de son destin. En 1284, il est mis à mort à la massue pentagonale par les Liégeois entre Linne et Montfort. Renaud Ier de Gueldre était son héritier.

### Renaud I de Gueldre (1284–1319)
Lorsque Renaud a pris la succession, l'une de ses premières tâches a été d'agrandir le château avec une cinquième tour, le Grauwert. La raison était, entre autres, le déclenchement de la guerre de Succession du Limbourg. Lorsque cette guerre prit fin, le site de Montfort devint le point le plus méridional du comté de Gueldre. Cependant, la place a été capturée, mais pourra être rachetée plus tard. Son fils du même nom, Renaud II de Gueldre, considéra à un moment donné, que son père ne pouvait plus gouverner le comté. Il fit maintenir son père en captivité dans la Veluwe, mais une lettre du comte de Hollande demanda sa libération. A la place, Renaud II de Gueldre fit enfermer son père dans le cachot du Grauwert en 1320, la tour qu'il avait lui-même fait construire. Renaud Ier de Gueldre mourut après six ans de captivité, en 1326.

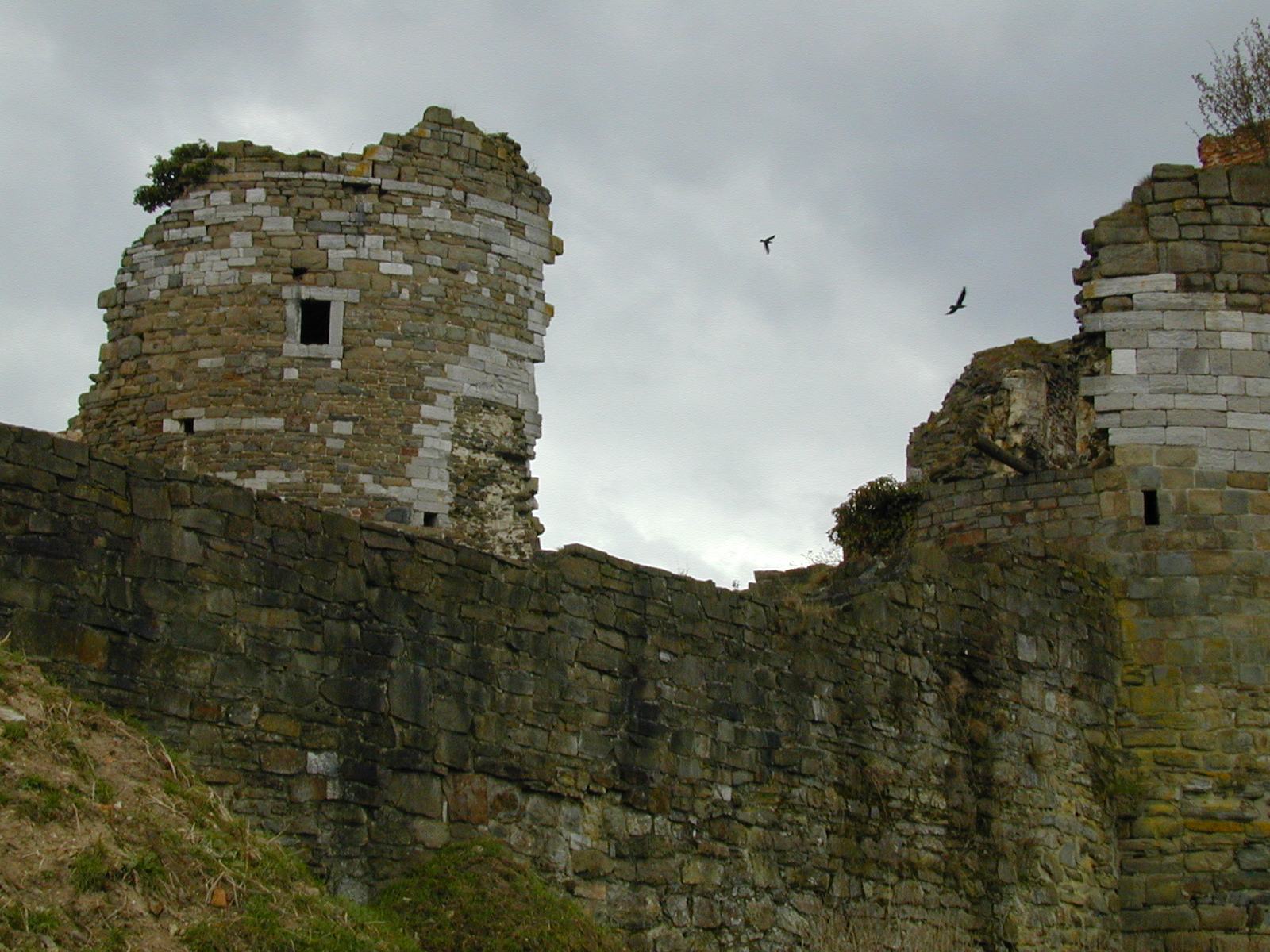
De Grauwert.

### Renaud II de Gueldre (1320–1343)
Pour Renaud II de Gueldre commence une période florissante. Il a d'abord épousé une sœur du roi anglais Édouard II et son statut a été élevé de comte à duc. L'Angleterre entre en conflit avec la France (guerre de Cent Ans). Volontairement recherché ou non, Renaud s'y est également impliqué en raison de ses liens avec l'Angleterre. Il a donc souvent joué un rôle important dans les négociations de paix entre les pays concernés.
En 1342, une importante rénovation du château de Montfort fut entamée. Cela était en partie dû à ses fréquentes visites au château, où toute sa cour séjournait. Posséder un grand château augmentait également son prestige. Cette rénovation n'a duré que 2 ans au total, un temps relativement court. Pour y parvenir, de nombreux ouvriers ont travaillé au château. En plus de la pierre naturelle, un nombre très important de briques ont également été utilisé cette fois, qui ont été cuites sur place.
Pendant cette période, Renaud II avait une santé fragile. Il ne voit donc pas l'achèvement de la rénovation. Il décède en 1343.

### Après le règne de Renaud II (1343–1950)
Après Renaud II de Gueldre, le château fut encore fortifié. À partir de 1500 un château extérieur, le Bongaertshof, plus tard le Voorhof, a été ajouté. La ferme Voorhof actuelle a probablement été construite sur les vestiges de cette basse-cour extérieure. L'accès au château était désormais rendu plus difficile car le pont menant au château ne pouvait être atteint que par la basse-cour extérieure : il fallait traverser deux douves.
Au milieu du XVIe siècle, le canon prend de l'importance. De nombreux châteaux ont été détruits en raison de cette évolution technologique, mais le château de Montfort a été renforcé par des fortifications. Le fossé existant a été comblé et un nouveau mur bastionné a été construit autour. Le fossé a été déplacé à l'extérieur. Une estampe de Philippe Taisné de 1623 montre encore ces fortifications. À un moment donné, le château n'avait plus de fonction militaire. La démolition de ces fortifications a commencé en 1685. La tour de défense De Grauwert et d'autres parties ont également été démolies. La bâtisse intérieure a été épargné et a servi de résidence officielle pour le drossaard (nl). Le château est devenu vacant au XVIIIe siècle. Cette perte de fonction importante et le coût important de son entretien, ont conduit à sa démolition. Avec cette réserve de matériau disponible les pierres et les briques ont été utilisées pour les réparations de divers bâtiments de la région.
En 1837, le particulier Jan Willem Burghoff, un riche industriel de Ruremonde, acheta des terres à Montfort, qui comprenaient également les ruines du château. Une dizaine d'années plus tard, vers 1850, il fait édifier un pavillon de chasse octogonal en briques sur les vestiges d'une tour datant du Moyen Âge. Ce pavillon de chasse est probablement une conception du célèbre architecte Pierre Cuypers. Lorsqu'il ne fut plus habité, il tomba en très mauvais état à partir de 1900.

### 1950 - 2002
Les ruines du château sont devenues la propriété de la Fondation du château de Fauquemont (Stichting Kasteel Valkenburg) en 1953. À cette époque, la première consolidation de cette forteresse autrefois importante a commencé. Les fossés disparus autour du mur d'enceinte ont été à nouveau recréés.
En 1961, les ruines du château ont été transférées à la nouvelle Fondation du château de Montfort (Stichting Kasteel Montfort), toujours propriétaire actuel. Cela a été suivi d'une consolidation plus importante de 1977 au début des années 1980 : le mur d'enceinte en ruine a été relevé et mis en valeur, de même que les tours d'angle, dont la Tour Blanche, une tour-porte, qui était en mauvais état.

### De 2002 à nos jours

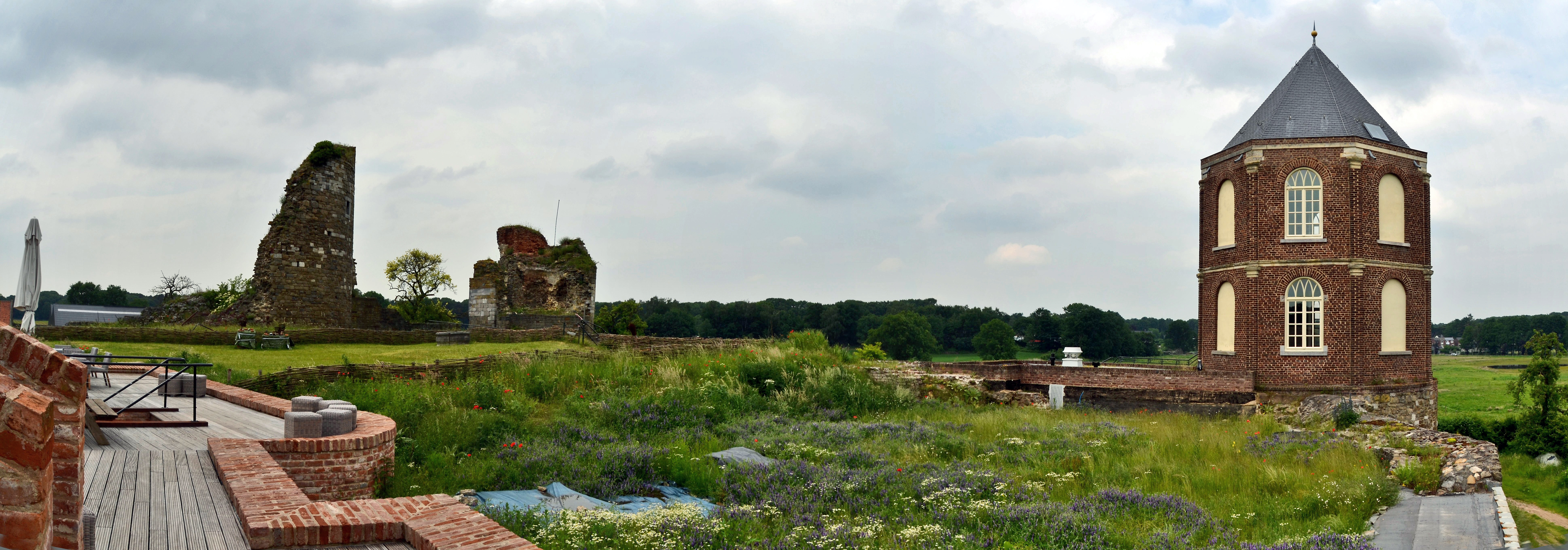
Vue depuis la tour sud-est restaurée (en mai 2018).

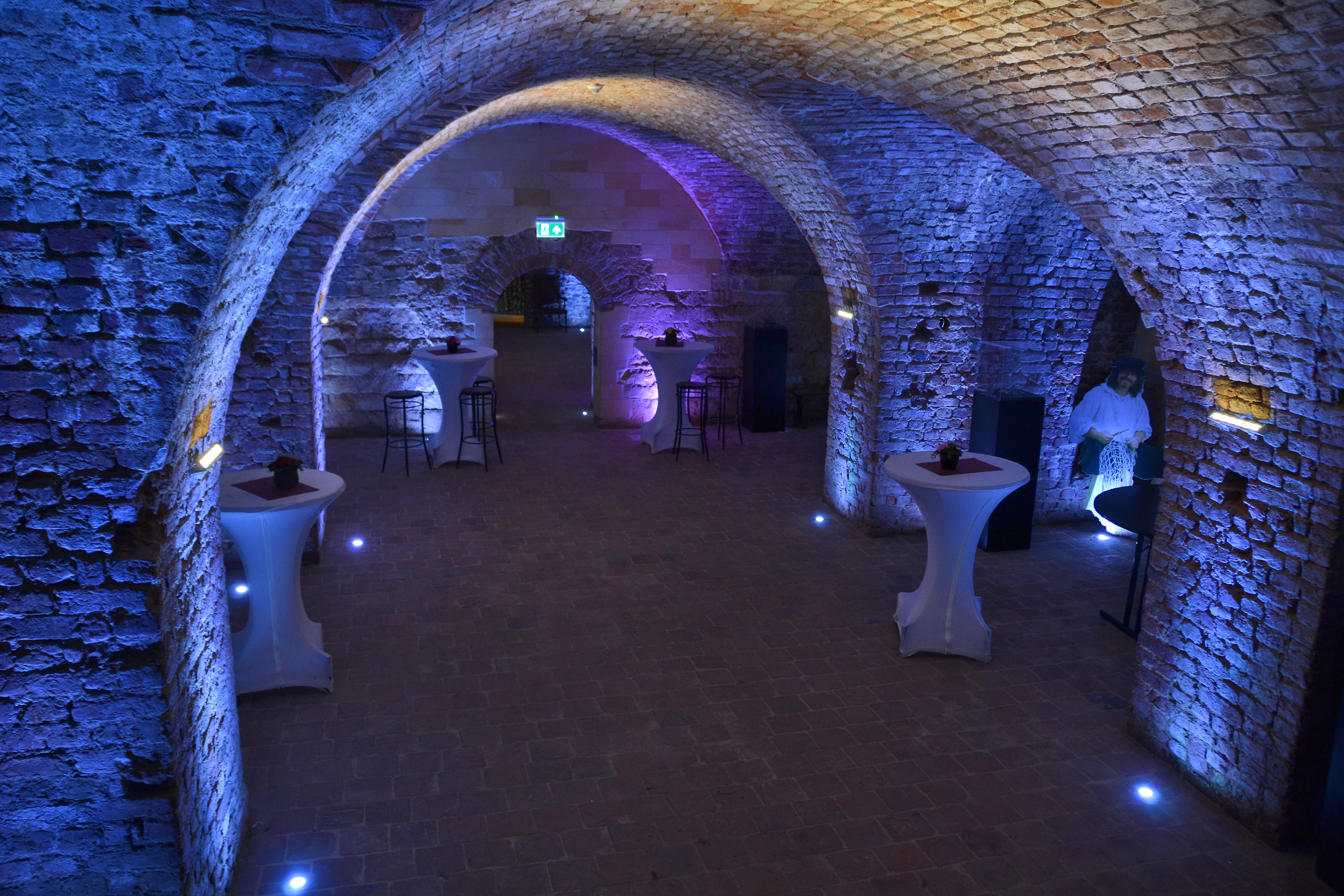
Les caves (en mai 2018).

En 2002, un nouveau conseil d'administration a été formé au sein de la fondation. Le pavillon de chasse octogonal de 1850 était dans un état si déplorable qu'il a été redressé de toute urgence pour éviter de nouvelle dégradation. Cela a donné lieu à des plans concrets pour restaurer complètement ce bâtiment dans son état d'origine. Après approbation du plan du projet, la restauration a commencé début 2005. En plus de la tour, les deux caves adjacentes étaient également concernées.
En février et mars 2011, de nouvelles fouilles ont été réalisées dans lesquelles plusieurs caves voûtées ont été mises au jour. En mai 2015, la société Laudy de Sittard a commencé à réparer les voûtes de la cave. Afin de réduire les coûts, les mops de monastère (la brique de format spécial qui était à l'origine utilisée) sont venus de Hongrie, provenant de bâtiments démolis. En utilisant ce format de brique original, il est possible de relier les nouvelles couches de maçonnerie à l'ancienne. Les murs, qui étaient recouverts de marne, ont également été reconstruits avec des blocs de marne d'occasion provenant de Belgique. Les voûtes ont été achevées en décembre 2015. Les caves voûtées se composent de 10 caves plus petites qui servaient autrefois d'espace de stockage. En 2016, l'éclairage a été installé dans les voûtes et un toit panoramique a été installé au sommet, après quoi les caves ont été rendues accessibles au public. Outre les caves voûtées, un projet a démarré en 2015 pour la restauration de la tour sud-est, qui contient un puits de 3,5 mètres de profondeur.
Le paysage autour du château est également en pleine mutation. La Fondation du paysage limbourgeois (Stichting Limburgs Landschap) a creusé 3 étangs marécageux du côté nord en 2015 pour restaurer le caractère marécageux. Du côté sud du château, la même fondation a également commencé la construction d'un jardin à la française avec jeux d'eau, au même endroit où il se trouvait en 1750.

## Synergie régionale
La restauration du pavillon de chasse n'est pas la seule réalisation. Le but de la fondation est d'impliquer les gens avec le château et son paysage. En collaboration avec la Fondation du paysage limbourgeois, un centre d'accueil sera mis en place dans ce pavillon de chasse, dans lequel l'exposition "Le Château et son paysage" (Kasteel en z'n Landschap) sera le sujet central. L'office de tourisme de Herkenbosch organise également des randonnées pédestres et cyclistes ainsi que des visites guidées sur et autour des ruines du château.

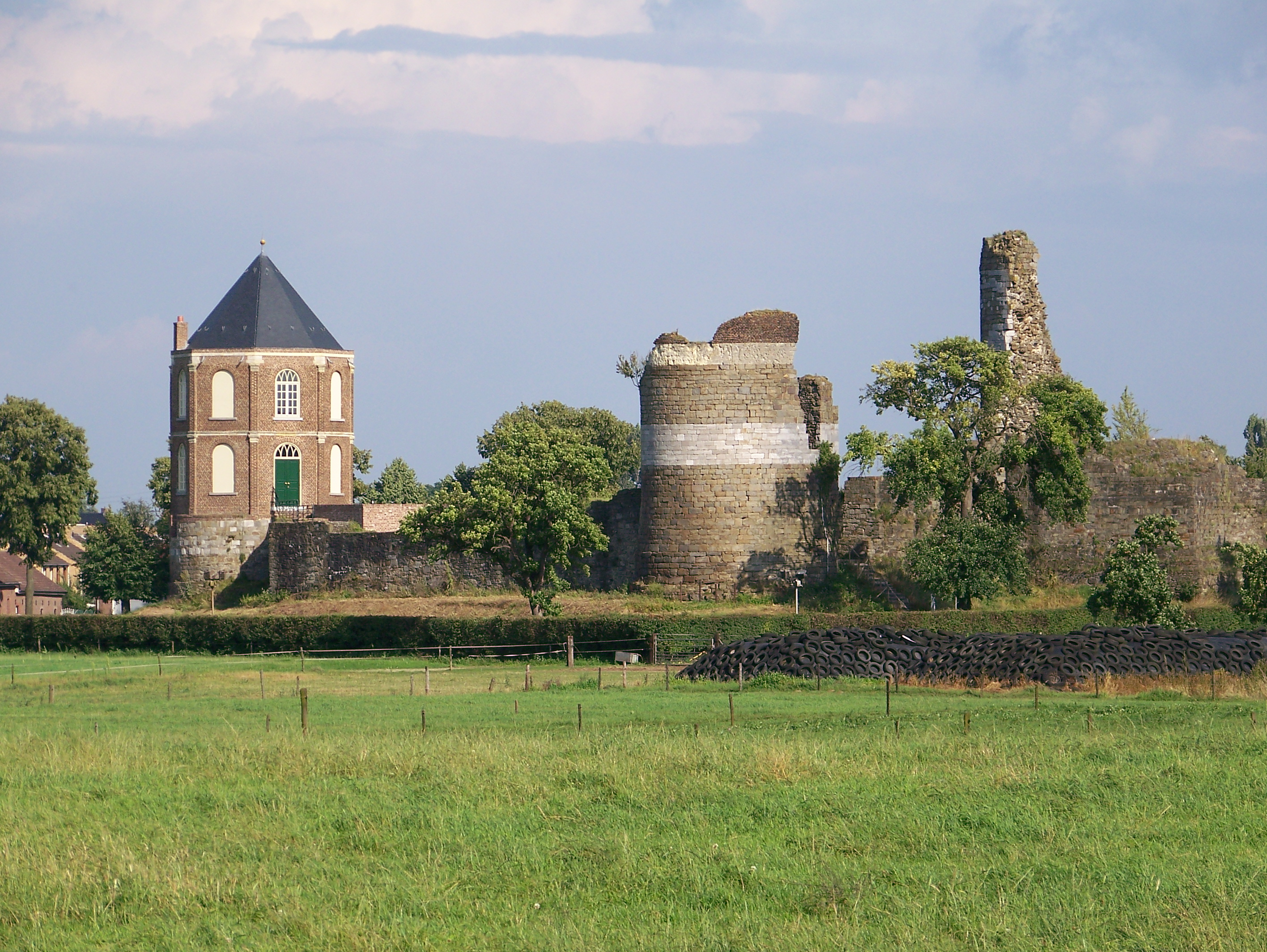
Le château de Montfort, été 2007

## Anecdotes
Le château a servi de décor de tournage à plusieurs reprises. Par exemple pour le long métrage "Sjors en Sjimmie en het Zwaard van Krijn" (1977), de Henk van der Linden (nl). Le château a également joué un rôle dans un court métrage "De Legende van de Vrouwe Zonder Kop" ("La Légende de la Dame sans tête") inspiré d'une légende sur l'épouse du drossard Wilhelm van Vlodrop, Cecilia van Hamal.